# Cattedrale di San Nicola dei Marinai
La cattedrale di San Nicola dei Marinai (in russo Никольский морской собор?) è una delle più importanti chiese di San Pietroburgo, eretta in stile barocco elisabettiano.

## Storia
Venne fondata sui resti di un precedente edificio di culto in legno, in un quartiere, un tempo, popolato da marinai ed è stata dedicata a san Nicola, loro patrono. 
L'edificio fu costruito tra il 1753 e il 1762 su progetto dell'architetto russo Chevakinskij, allievo di Rastrelli. 
La chiesa è tra le poche rimaste aperte al culto anche durante il periodo sovietico: tra il 1941 e il 1999 fu la principale cattedrale metropolitana.

## Descrizione
La chiesa, che può ospitare fino a cinquemila persone contemporaneamente, presenta una pianta a croce greca ed è sovrastata da una cupola centrale con quattro torrette angolari quadrate, sormontate da cupole a cipolla. L'esterno è caratterizzato da colonne corinzie incassate.
L'edificio ha due livelli: una chiesa bassa sorregge una chiesa alta, riccamente ornata, dove si celebrano le funzioni più importanti.
Ricca la decorazione interna, anche grazie alla donazione di dieci icone rivestite in oro, da parte di Caterina II, che volle ricordare così altrettante vittorie navali. L'iconostasi, in legno intarsiato, venne eseguita tra il 1755 e il 1760.
La torre campanaria, a quattro piani, culminante con un'alta guglia aguzza, è separata dalla cattedrale ed è collocata all'entrata della cinta sul canale Krjukov.

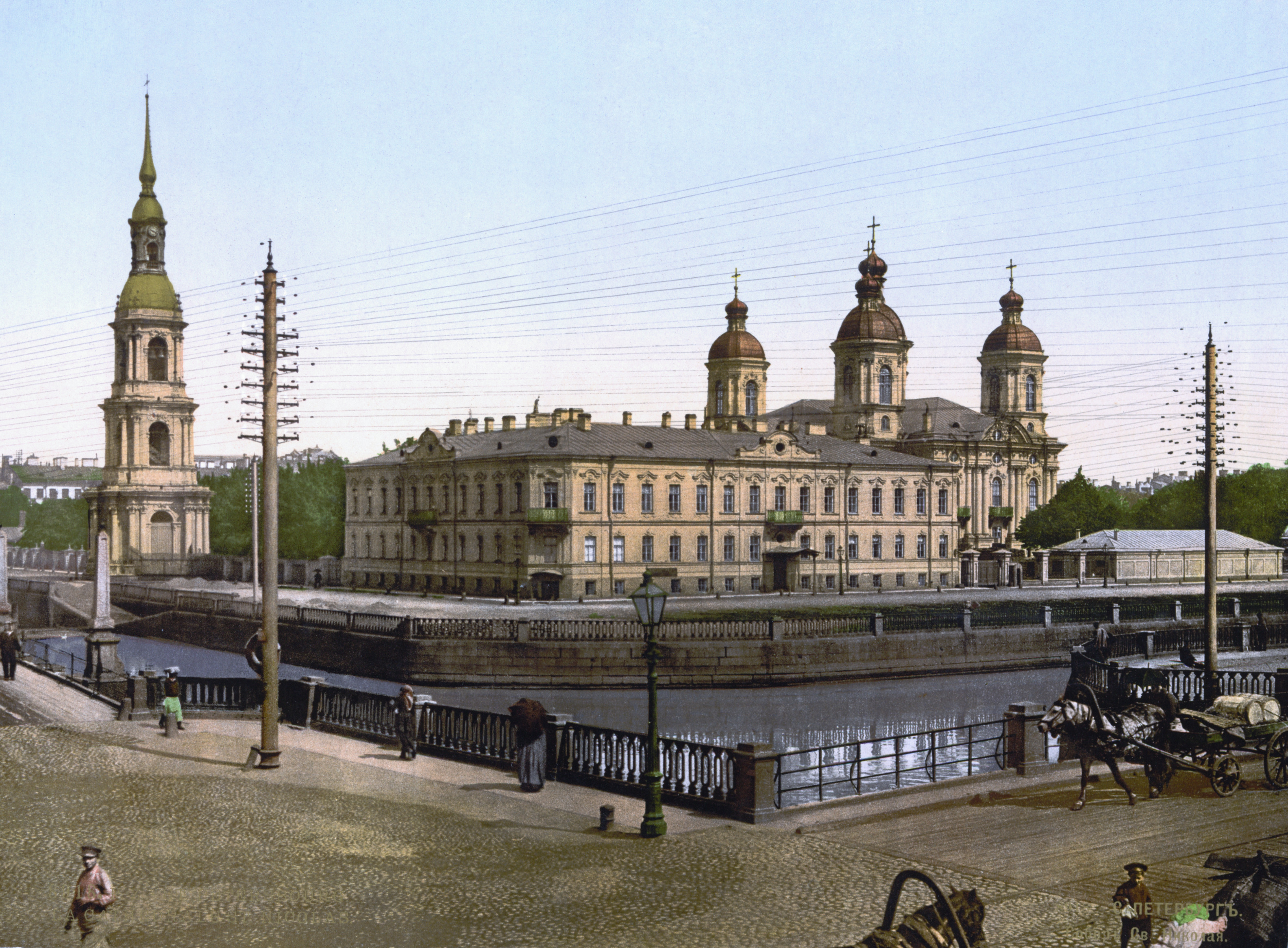
Veduta della chiesa negli anni novanta del XIX secolo.
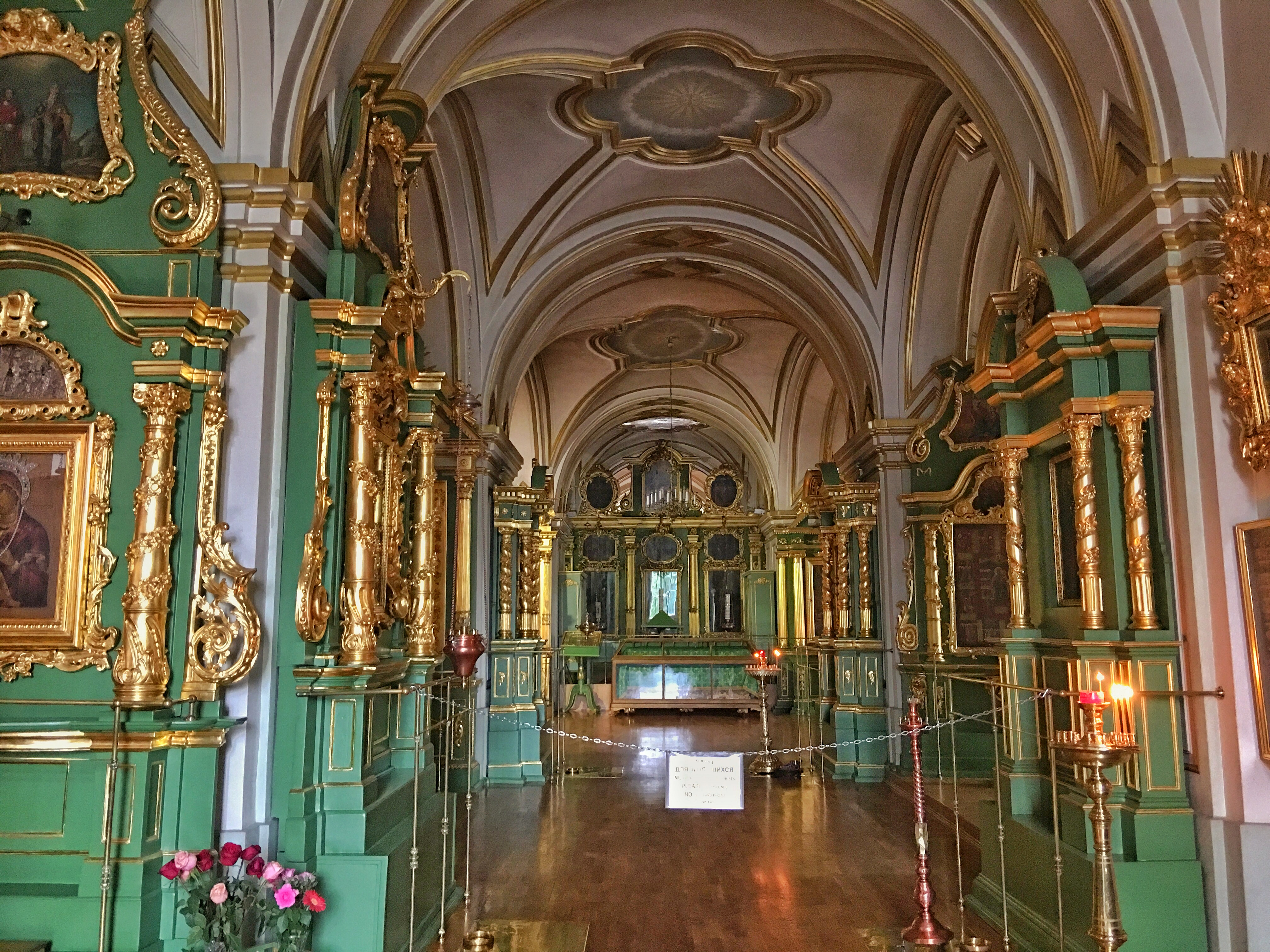
Interni della chiesa bassa
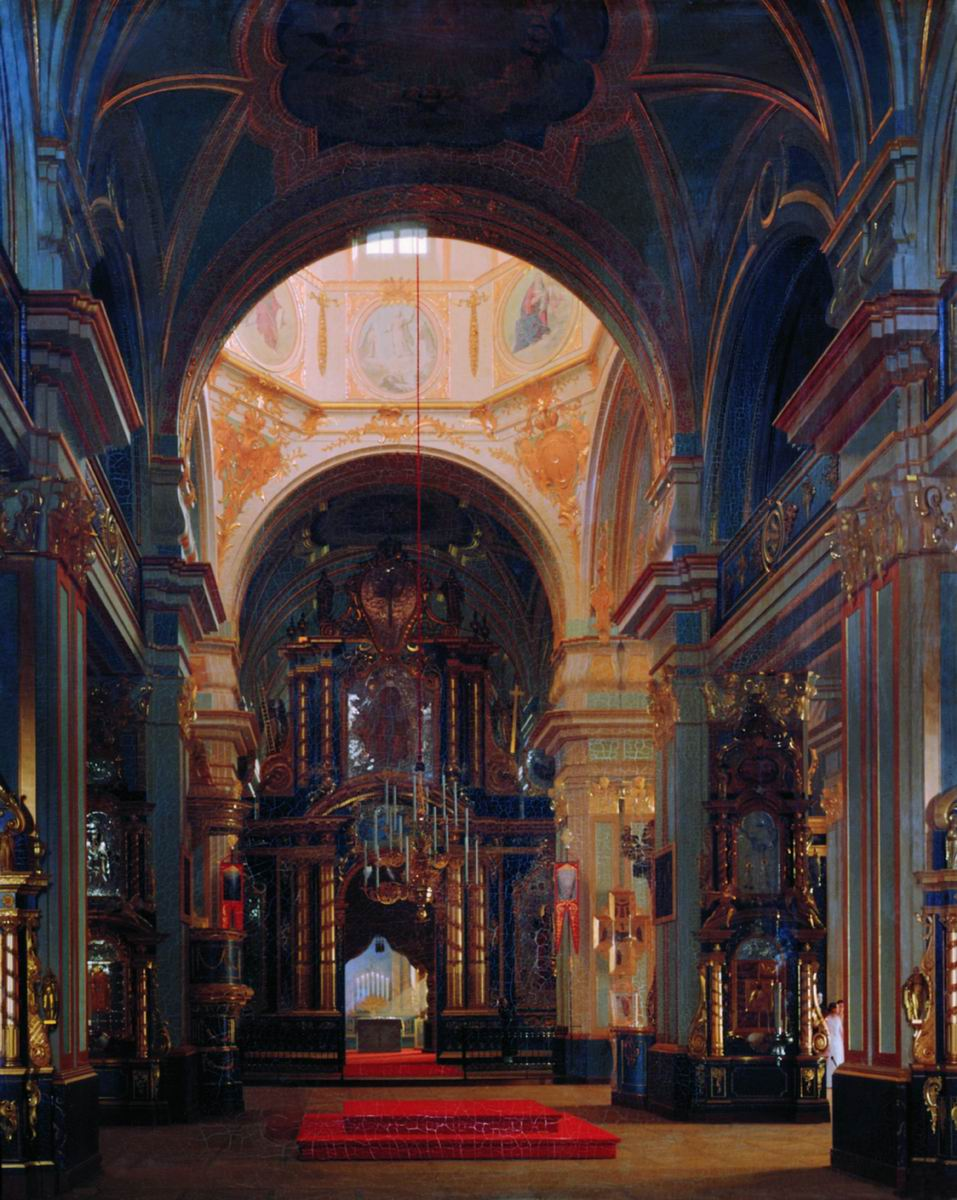
Dipinto degli interni negli anni quaranta del XIX secolo